# エウリノデルフィス
エウリノデルフィス (Eurhinodelphis) は新生代中新世中期から後期にかけての約1,500万 - 500万年前に生息したハクジラの絶滅した属。ユーリノデルフィスとも。鯨偶蹄目 - ハクジラ亜目 - エウリノデルフィス科（またはラブドステウス科）に属する。学名は「真の鼻のイルカ」を意味する。ヨーロッパ及び北アメリカ大陸から化石が発見されているが、おそらくはほぼ世界中の海に分布していたと推定される。

## 特徴
体長約2 - 3.7メートル。カジキのように長く伸びた吻を持つ。おそらくは獲物を捕らえる際にこれを武器として使ったであろうと推測される。内耳はハクジラ亜目の初期グループよりも複雑化しており、エコロケーション能力が発達していることをうかがわせる。また噴気孔も頭頂へと移動し、頭骨形状も非対称になるなど現生のハクジラとほぼ同じ形態を持つ。対鰭は航空機の翼状で、尾鰭も双葉状となり高い運動能力を持っていたといわれる。